# 鈴木哲子
鈴木 哲子（すずき てつこ、1906年8月31日 - 2000年1月15日）は、日本の翻訳家、教育家。

## 人物
明治維新史家勝田孫弥の次女として生まれる。米国セントローレンス大学卒業。
帰国後、精華高等女学校（現東海大学付属市原望洋高等学校）教師。
1973年校長。1985年精華女子高等学校名誉校長、1986年東海大学付属望洋高等学校名誉校長。
英米の児童文学を翻訳した。1953年の『こぶたとくも』の翻訳は産経児童出版文化賞受賞。
ローラ・インガルス・ワイルダーの自伝9部作の後半4部を訳した。墓所は多磨霊園(10-1-1)。

## 翻訳
- 『こぶたとくも』（E・B・ホワイト、法政大学出版局） 1953
- 『へんなネコのセラピナ』（アン・H・ホワイト、学習研究社） 1971
- 『シャーロットのおくりもの』（E・B・ホワイト、法政大学出版局） 1973
- 『ちびっこスチュアート』（E・B・ホワイト、法政大学出版局） 1975

### ローラ・インガルス・ワイルダー
- 『長い冬』（L・I・ワイルダー、岩波少年文庫） 1955
- 『大草原の小さな町』（L・I・ワイルダー、岩波少年文庫） 1957
- 『この楽しき日々』（L・I・ワイルダー、岩波少年文庫） 1974
- 『はじめの四年間』（L・I・ワイルダー、岩波少年文庫） 1975